# بارهنگ بلندسنبل
بارهنگ بلندسنبل، بارهنگ کوه کمره‌ای (نام علمی: Plantago stepposa) یکی از گونه‌های سرده بارهنگ است.